# Steve Alder
Steve Alder (1950 – 7. března 1997) byl britský herec. V 80. letech se objevil v sedmi epizodách seriálu Profesionálové jako agent Murphy. Rovněž se ucházel o roli Jamese Bonda. Hrál v několika dalších filmech, seriálech a divadelních hrách.
Zemřel na krvácení do střev ve věku 47 let.